# Domenico Duprà
Giorgio Domenico Duprà (Turim, 1689 – Turim, 1770) foi um notável pintor italiano que atuou no século XVIII.
Educado em Roma, Domenico Duprà foi um discípulo de Francesco Trevisani, ainda que também fortemente influenciado pela escola francesa de retrato.
A partir de 1719 foi para Portugal na companhia de Filippo Juvara, célebre arquitecto chamado a Lisboa pelo rei D. João V, o Magnânimo de Portugal, passando a trabalhar como pintor régio na corte e tendo obtido aposentos e oficina privativa no próprio Palácio Real, conforme a tradição da corte de Versalhes. Em 1725 fez os retratos dos filhos do monarca português, quando das negociações diplomáticas culminadas, em 1729, pelos casamentos do Príncipe do Brasil, D. José, futuro rei de Portugal, com a princesa espanhola D. Mariana Vitória e da princesa portuguesa D. Maria Bárbara de Bragança com o Príncipe Real de Espanha. Desses retratos, o do Príncipe do Brasil está no Palácio do Oriente, em Madrid, e o de D. Maria Bárbara, futura Rainha de Espanha, no Museu do Prado. Ambos se encontram assinados. Como acentua com justeza Aires de Carvalho, distinto pintor e investigador, apresentam ambos muitas semelhanças com os dos mesmos príncipes existentes no Paço Ducal de Vila Viçosa e anteriores àqueles (D. José com 10 anos e D. Maria Bárbara com 9). Foi ele levado a este cotejo pela relevação que fez de um desenho a sepia de Duprà, pertencente a Humberto de Sabóia, Rei de Itália, o qual é o esboceto dos retratos de D. João V existentes no Paço Ducal de Vila Viçosa e na Biblioteca da Universidade de Coimbra, identificados como sendo da autoria deste pintor. É aliás em Vila Viçosa que se reconhece um maior número de obras do pintor: os retratos de D. Pedro de Bragança, com 2 anos, e de D. José, com cerca de 1 ano; os retratos de D. João I, de Nuno Álvares Pereira, dos Duques de Bragança e dos primeiros reis brigantinos até ao Príncipe D. José, na Sala dos Tudescos do Paço Ducal, pintados entre 1727-1729. Vieira Lusitano, no inventário da Casa Tarouca, descobriu que Duprà pintou um retrato do Marquês de Penalva quando Conde de Tarouca e outro do 1.º Duque de Cadaval (só a cabeça). É-lhe ainda atribuída o retrato de D. Tomás de Almeida, 1.º Cardeal Patriarca de Lisboa, hoje no Palácio Patriarcal de Lisboa. Há ainda a considerar uma gravura com o retrato de D. João V, da "Série dos Reis", existente na Biblioteca Nacional de Portugal, assim assinada: «Domenicus Dupra pinx.».
Duprà casou em Lisboa em 1724 com uma portuguesa, Gervásia Maria Rodrigues, havendo-lhe então servido de testemunha o ilustre Manuel da Maia, tendo permanecido como pintor da corte lisboeta até 1730. D. João V, segundo diz o Visconde de Santarém, mandou que lhe dessem 12 barras de ouro do peso de 50 marcos.
De volta a Roma, ele foi empregado pela corte jacobita exilada dos Stuarts no Palazzo Muti, tendo retratado Carlos Eduardo Stuart. Foi igualmente muito apreciado na Corte Pontifícia, tendo ali retratado numerosos prelados, entre os quais os Cardeais Spinelli e Bichi - este da particular afeição de D. João V quando núncio em Portugal.
Em 1750 ele retornou para Turim e com seu irmão Giuseppe Duprà (1703-1784), passando a trabalhar para a Casa de Savoia e onde se notabilizou como retratista admirável de crianças. Retratou assim todos os numerosos netos de Carlos Manuel III de Sabóia, alguns presentes na Galeria de Turim, como os das princesinhas Cristina Maria e Maria Carolina e do pequeno princípe Carlo Felice.
Outros de igual importância deixou em várias cortes da Europa, como, por exemplo, o da princesinha espanhola Maria Ana Carlota (Palácio de Riofrio, Espanha).
Coberto de honras, com cerca de 81 anos, veio a falecer em 1770, sendo sepultado na Capela Real de Carlos Manuel III. Sua mulher segui-lo-ia na morte um ano depois.
O Museu do Prado preserva três de suas obras retratando mulheres membros da realeza rapidamente reconhecíveis por suas delicadas e ruborosas tonalidades, recordando a pastéis.